# Rally Costa Brava de 1976
El Rally Costa Brava de 1976, oficialmente 24.º Rally Costa Brava, fue la vigésimo cuarta edición, la sexta cita de la  temporada 1976 del Campeonato de Europa de Rally y la primera de la temporada 1976 del Campeonato de España de Rally. Se celebró del 13 al 15 de febrero y contó con un itinerario de 272 km cronometrados.

## Clasificación final
| Pos. | Piloto           | Copiloto          | Automóvil               | Tiempo  | Diferencia |
| ---- | ---------------- | ----------------- | ----------------------- | ------- | ---------- |
| 1.   | Antonio Zanini   | Juan José Petisco | SEAT 1430-1800          | 3:54:46 | 0.0        |
| 2.   | Salvador Servià  | Jordi Sabater     | SEAT 1430-1800          | 4:00:19 | +5:33      |
| 3.   | Fernando Lezama  | Juan Manuel Abans | Ford Escort RS 1600 MKI | 4:02:28 | +7:42      |
| 4.   | António Borges   | António Morais    | Porsche 911 Carrera RS  | 4:04:28 | +9:42      |
| 5.   | Eleuterio Serra  | Jaume Vizern      | SEAT 1430-1800          | 4:10:22 | +15:36     |
| 6.   | Werner Schweizer | Bernd Ostmann     | Opel Kadett             | 4:17:41 | +22:55     |
| 7.   | Claudi Caba      | Joan Aymamí       | Alfa Romeo 2000 GTV     | 4:21:00 | +26:14     |
| 8.   | Salvador Bohigas | A. Navarro        | SEAT 1430-1600          | 4:23:53 | +29:07     |
| 9.   | Pedro Bonet      | Jaquin Lledo      | SEAT 1430-1600          | 4:25:13 | +30:27     |
| 10.  | Octavi Candela   | María José Prat   | SEAT 1430-1600          | 4:28:29 | +33:43     |